# إدوارد جي. ويلكين
إدوارد جي. ويلكين (بالإنجليزية: Edward G. Wilkin)‏ هو عسكري أمريكي، ولد في 25 مايو 1917 في برلينغتون في الولايات المتحدة، وتوفي في 18 أبريل 1945 في ألمانيا.